# Euskara Kultur Elkargoa
Euskara Kultur Elkargoa es una fundación de Navarra (España) cuyo objetivo es promover y defender la lengua y la cultura vasca en Navarra. Tiene su sede en Pamplona.

## Origen
La fundación  fue fundada en Pamplona en 1998, con la pretensión de retomar y actualizar el trabajo de la Asociación Euskara de Navarra, creada en 1876 por Arturo Campión, cuyo objetivo era "Conservar y propagar la lengua, literatura e historia vasco-navarras, así como estudiar su legislación y procurar cuanto tienda al bienestar moral y material del País".

## Actividad
Organiza jornadas de debate y deliberación, foros, conferencias; publica comunicaciones y libros; participa en las campañas de prematriculación escolar, etc.
Euskara Kultur Elkargoa ha creado Artekaria, una iniciativa encaminada a promover el uso del euskera y a proteger los derechos lingüísticos de los vascoparlantes en Navarra, en todas las instancias y a todos los niveles. También ha lanzado Sarea, una red de noticias en euskera.
Ha publicado también diversos informes sobre el cumplimiento en Navarra de la Carta Europea de las Lenguas Regionales o Minoritarias, en los que se muestra muy crítico con la política del Gobierno de Navarra respecto al euskera.